# Episparis exprimens
Episparis exprimens là một loài bướm đêm trong họ Erebidae.